# Quý (Thiên can)
Quý là một trong số 10 can của Thiên can, thông thường được coi là thiên can thứ mười. Đứng trước nó là Nhâm và do sử dụng can chi có tính tuần hoàn nên có thể coi đứng sau nó là Giáp.
Về phương hướng thì Quý chỉ phương chính bắc. Theo Ngũ hành thì Quý tương ứng với Thủy, theo thuyết Âm-Dương thì Quý là Âm.
Thiên can gắn liền với chu kỳ sinh trưởng của thực vật. Quý tượng trưng cho sự vùi lấp trong bùn đất của hạt và được tưới nước.
Năm trong lịch Gregory ứng với can Quý kết thúc là 3. Ví dụ 1973, 1983, 1993, 2003, 2013, 2023 v.v.

## Các can chi Quý
- Quý Sửu
- Quý Mão
- Quý Tỵ
- Quý Mùi
- Quý Dậu
- Quý Hợi